# Gottschalk Kruse
Gottschalk Kruse (* um 1499 in Braunschweig; † um Ostern 1540 in Harburg heute Hamburg) war ein lutherischer Theologe und Reformator in Niedersachsen sowie erster Vertreter der lutherischen Lehre in Braunschweig.

## Leben und Wirken
1508 wurde der neunjährige Gottschalk Kruse von seiner verwitweten Mutter als „puer oblatus“ in das Benediktinerkloster St. Aegidien in Braunschweig gegeben, wo er ab 1516 als Mönch tätig war. Der Braunschweiger Bürger Peter Hummel soll Kruse als erster auf die Schriften Martin Luthers aufmerksam gemacht haben. Von seinem Abt Mag. Thiederich Koch und Prior Hermann Boeckheister gefördert, konnte er im selben Jahr in Erfurt das Studium der Theologie beginnen und hörte dabei Luther, Melanchthon und Karlstadt. Mit Unterstützung von Freunden ging er 1520 nach Wittenberg, um dort seine Studien fortsetzen zu können. Luther förderte ihn so weit, dass er sein Studium 1521 mit der Promotion zum Doktor der Theologie abschließen konnte.

### Reformation in Braunschweig
Nach erneuter Rückkehr nach Braunschweig predigte er von Dezember 1521 bis Januar 1522 die neuen Lehren Luthers und setzte sich so dem Verdacht aus, eine Ketzer-Schule zu betreiben. Aus diesem Grunde sandte ihn sein Abt zur Beruhigung der Lage aus Braunschweig weg in das nur wenige Kilometer entfernte, zum Klostergut gehörige Dorf Volkmarode, das sich aber auf dem Gebiet des Herzogtums Braunschweig-Lüneburg befand. Aber auch von dort musste er fliehen, diesmal nach Wittenberg, wo er 1522 die früheste Reformationsschrift Niedersachsens Von Adams und unsem Valle und Wedderuperstendighe verfasste, die noch im selben Jahr in Braunschweig gedruckt wurde.
Wieder in Braunschweig predigte Kruse von Ende 1522 bis Februar 1523, musste aber wieder fliehen und entging am 19. März 1523 nur knapp einem Anschlag durch Truppen Herzog Heinrichs des Jüngeren. Daraufhin floh Kruse endgültig aus der Stadt, verfasste aber noch im selben Jahr eine Rechtfertigungsschrift mit dem Titel Wörumme hee gheweken uth seynem kloester eyn underrichtunghe, die er den Braunschweiger Bürgern widmete und die in Wittenberg gedruckt wurde. Beide Schriften sorgten dafür, dass die Reformation in Braunschweig noch mehr Zulauf fand.

### In Celle und Harburg
Luther empfahl Kruse an Herzog Ernst von Lüneburg, wegen seines Bekenntnisses zum neuen Glauben „Ernst, der Bekenner“ genannt. Kruse wurde daraufhin nach Celle entsandt, um dort reformatorisch zu wirken. Zwischen 1524 und 1527 trieb er die Reformation im Herzogtum Braunschweig-Lüneburg voran, so disputierte er z. B. in Anwesenheit des Herzogs und des Rates der Stadt mit den Franziskanern und bewies ihnen, dass sie von der Heiligen Schrift abwichen. Kruse kann als erster Generalsuperintendent des Herzogtums Lüneburg-Celle angesehen werden. Für die Durchführung der Reformation schrieb er die 27 Artikel und die Predigtanweisung sowie einige Traktate. Urbanus Rhegius fand in ihm eine große Stütze. Von 1527 bis zu seinem Tode 1540 schließlich war Kruse Reformator und erster Superintendent des kleinen Fürstentums Lüneburg-Harburg.

## Werke (Auswahl)
- Van adams vnd vnsem valle vnd wedder vper-standinghe. 1522.
- To allen Christ-gelöubigen frommen mynschen bes. d. statt Brunswygk, D. Godschalci Crußen/Wörumme hee gheweken wth synem Kloester eyn vnderrichtunghe. 1523.
- Handelyng twyschen d. Baruoten tho Zeelle ynn Sassen, vnde d. vorordneten Predigern dar suluest, de Mysse belangen …. 1527.
- Artikel darinne etlike mysbruke by den Parren des Förstendoms Lüneborg entdecket, vnde dar yegen gude ordenynge angegeuen werden, mit bewysynge vnd vorklarynge d. schrifft. 1527.